# إد لوي (صحفي)
إد لوي (بالإنجليزية: Ed Lowe)‏ هو صحفي أمريكي، ولد في 26 مارس 1946 في بروكلين في الولايات المتحدة، وتوفي في 15 يناير 2011 في هنتنغتون في الولايات المتحدة.